# 藤村鼓乃美
藤村 鼓乃美（ふじむら このみ、1987年11月20日 - ）は、日本の声優、歌手、作詞家。福岡県出身。Arte Refact所属。

## 来歴
一度は服飾系の学校に通っていたが、イメージと違い、改めて進路を考えていた。そこで、以前からアニメが好きで、声優を目指したという。
福岡スクールオブミュージック専門学校、及びAIR AGENCY声優養成所卒業。
第2回全日本アニソングランプリでは福岡予選大会で準優勝となり、決勝大会に進出した経歴を持つ。
2011年8月、『声優バラエティー SAY!YOU!SAY!ME!』内のコーナー「声優アイドルユニット企画」で新人声優ユニット「ワンリルキス」のメンバーとして抜擢され、活動を開始。また、重永亮介とのユニット『アルパカモリス』としても音楽活動を行っている。2013年7月にはソロとして、ROUND TABLEの北川勝利プロデュースによるミニアルバムを発表した。
2020年12月15日AIR AGENCYを退所。一時的にフリーで活動したのち、2021年2月1日付で一二三に移籍。
2023年11月20日、所属事務所や自身のSNSを通じて、一般男性との結婚を発表。
2024年5月31日付で一二三を退所し、以後フリーで活動。
2024年7月1日、Arte Refactへ移籍したことを自身のSNSにて報告。

## 人物
方言は博多弁。
特技は歌うこと、時間をつぶすこと、動物と仲良くなること。趣味はクライミング、キャンプ、焚き火。

## 出演
太字はメインキャラクター。

### テレビアニメ
2011年
- のらのらの〜ら（電話アナウンス）

2012年
- カンピオーネ! 〜まつろわぬ神々と神殺しの魔王〜（女子A）
- ワンリル喫茶（ニャー）

2013年
- たまこまーけっと（BOOKSひなぎく、同級生、女子生徒、柚季、女子中学生、バトン部後輩）
- アウトブレイク・カンパニー
- プピポー!（えっちゃん）
- 黒子のバスケ（女子）

2014年
- 犬猫アワー 47都道府犬R&にゃ〜めん（アレ）

2015年
- ガンスリンガー ストラトス（女子高生）
- 響け!ユーフォニアム（2015年 - 2024年、中川夏紀）- 3シリーズ

2018年
- レイトン ミステリー探偵社 〜カトリーのナゾトキファイル〜（女性店員）

2019年
- アズールレーン（2019年 - 2020年、那珂）

2023年
- 冰剣の魔術師が世界を統べる（ディーナ＝セラ）
- でこぼこ魔女の親子事情（イモミ）

2024年
- 嘆きの亡霊は引退したい（クライ幼少期）

### 劇場アニメ
- かいけつゾロリ まもるぜ!きょうりゅうのたまご（2013年、ゴル）
- たまこラブストーリー（2014年、バトン部2年生）
- 響け！ユーフォニアムシリーズ（2016年 - 2023年、中川夏紀）- 5作品[一覧 2]
- フラ・フラダンス（2021年）

### OVA
- わたしのふうせん（制作年不明、ちかちゃん）[21]
- 響け！ユーフォニアム「かけだすモナカ」（2015年、中川夏紀） - 第1期Blu-ray第7巻収録番外編

### ゲーム
2009年
- 黄金の絆

2013年
- 蒼穹のスカイガレオン（2013年 - 2015年、九尾の狐ヴェルザンディ、ランダ、ヴェルザンディ、ランダ、マアト、スヒジニ）

2014年
- ウチの姫さまがいちばんカワイイ（夏家姫 カンナ・アイスフラグ）
- 里見八犬伝 八珠之記（伏姫）
- 里見八犬伝 浜路姫之記（伏姫）
- 大戦コスプレタリカ（羽生翔子、イーグルタリカ）
- ヒーローズプレイスメント（小林ちの、大堂寺ちえみ）

2015年
- 里見八犬伝 村雨丸之記（伏姫）
- 九十九姫

2016年
- あんさんぶるガールズ!!（長町やえ）

2018年
- RPGツクールMV Trinity（獣人 メルディ）
- アズールレーン（那珂）

2019年
- BLAZBLUE CROSS TAG BATTLE（ニオ・ポリタン） - DLC追加キャラクター

2022年
- CARAVAN　STORIES（エビス）

### ドラマCD
- 文豪シリーズ（2012年、メイド[31]） - 2作品[一覧 3]
- 「響け！ユーフォニアム」5th Anniversary Disc 〜きらめきパッセージ〜（2021年、中川夏紀[32]）

### 吹き替え
- RWBY（ネオン・カット、ニオ・ポリタン）

### ラジオ
- アルパカモリスの三日月ラジオ（YouTube：2013年6月10日 - 、パーソナリティ）不定期更新[33]
- ワンリルキスのSAY!YOU!SAY!ME!R!（Ustream：2011年12月20日 - 2013年9月5日、パーソナリティ）
- アイドルライブ情報部☆（下北FM：2014年8月14日 ゲスト） ※ワンリルキスの森千早都と出演

### TV
- 声優バラエティー SAY!YOU!SAY!ME!
- にじどこ〜2次元の入り口はどこですか?〜（トライアル版）

### 音楽CD
- ワンリルキス
  - いつか、『SAY!YOU!SAY!ME!』（2012年3月31日）
  - シランプリ（2012年8月4日）
  - チョップスティック・ラブ（2012年12月29日）
  - 忘れられないよ（2013年9月11日、TPRC-0056）
- ソロ
  - SUMMER VACATION（2013年7月24日、CDN-0047）[11]
- コンピレーション
  - nexTreasure '09（2009年9月30日、NXCD-1083）
    - 恋する魔法の育て方

  - MemorieS〜Bitter Sweet Pineapple〜（2011年8月24日、DQCL-1787）
    - レモネードの夏

### その他
- つくも神は青春をもてなさんと欲す 優秀賞受賞記念プロモーション映像
- マキナ×ドールズ CMナレーション
- 47都道府犬イメージソング「スウィンギン・レビュー’47」作詞・作曲：北川勝利、編曲：北川勝利・長谷泰宏
- 47都道府犬Rオープニングテーマ「Cartoon Swing' 47」作詞・作曲：北川勝利、編曲：吉田哲人・北川勝利
- リアルでレベル上げしたらほぼチートな人生になった（早川琴音/鈴音/風音[34]）

## 作詞

### アーティスト
- 手嶌葵
  - 「蒼と白～水辺、君への愛の～」
- RYUTist
  - 「絶対に絶対に絶対にGO！」
- NU'EST
  - 「A Song For You」
- 茅野愛衣
  - 「リメンバーミー」
- SOLIDEMO
  - 「Precious one」
  - 「#シェアハピ」
- PashiRim
  - 「ビタースウィートサマー」
  - 「Snow memory」
  - 「ハートビート!」
  - 「マサカサカサマ」
- 瀬崎友希、藤村鼓乃美
  - 「Differ From.」
  - 「Hello Mellow Yellow」
  - 「Music」
- ロボ子さん
  - 「コトノハ」
- 眠る都市
  - 「あおいよる」
- 花澤香菜
  - 「ユメノキオク」
  - 「Don't Know Why」
  - 「運命の扉」
  - 「ドラマチックじゃなくても」
  - 「灰色」[35]
  - 「ギミギミ♡ラヴ」[36]
  - 「ドラマチックじゃなくても」（北川勝利と共作[37]）
- Jewel in the Crown
  - 「Sparkling」
- KO3
  - 「Eeny, Meeny...」
- いろはにほへっと あやふぶみ
  - 「恋情詩歌」
- 夜空メル
  - 「流れ星☆キラキラ」
- 獅白ぼたん
  - 「I I I Love You」
- 牧野由依
  - 「幸せのメロディ」
- 朝ノ瑠璃
  - 「ベテルギウスの夜に」
- アステル・レダ
  - 「A.scort」
- 鈴木みのり
  - 「もういちどメロディ」（北川勝利と共作）[38]

### アニメ・ゲーム
- 『犬猫アワー 47都道府犬R&にゃ〜めん』
  - 兵庫犬（西明日香）

「ウィンナーをタコにしないで」
- 『IDOLY PRIDE』
  - サニーピース

「Shining Days」
「EVERYDAY! SUNNYDAY!」
「サマー♡ホリデイ」
「全力！絶対！！カウントダウン！！！」
「SUNNY PEACE for You and Me!」
「Hi5でピースサイン！」
「Let'sGo!Let'sGo!ピース！ピース！」
- 『プリンセスコネクト!Re:Dive』
  - クルミ（植田佳奈）、アユミ（大関英里）

「ミュージカルが聴こえる？」
- 『アイドルマスター シンデレラガールズ』
  - 乙倉悠貴（中島由貴）、関裕美（会沢紗弥）、白菊ほたる（天野聡美）、早坂美玲（朝井彩加）、黒埼ちとせ（佐倉薫）

「チョコレート？レモネード？どっち??」
- 『響け！ユーフォニアム3』
  - 久石奏（雨宮天）、剣崎梨々花（杉浦しおり）

「ラブリー♡ I know」